# Kasandra (córka Priama)
Kasandra (także Kassandra, Aleksandra; gr. Κασσάνδρα Kassándra, łac. Cassandra, Alexandra) – w mitologii greckiej wieszczka i królewna trojańska.

## W mitologii
Uchodziła za córkę króla Troi Priama i jego żony Hekabe. Była bliźniaczą siostrą Helenosa. Zakochany w niej Apollo dał jej dar widzenia przyszłości, Kasandra jednak nie odwzajemniła jego miłości i rozgoryczony rzucił na nią klątwę, sprawiając, iż nikt nie wierzył w jej przepowiednie. Dramatycznych ostrzeżeń Kasandry nie słuchali jej rodacy, co sprawiło, że nie udało się jej zapobiec zdobyciu i upadkowi Troi. Po zajęciu miasta przez Achajów została wywieziona do Myken jako branka Agamemnona. Urodziła mu synów-bliźniaków – Teledamosa i Pelopsa. Także Agamemnon nie wierzył jej przepowiedniom. Kasandra zginęła wraz z nim i dwoma synami w morderstwie popełnionym przez małżonkę Agamemnona Klitajmestrę oraz jej kochanka Ajgistosa (Egista).
Jej imię stało się synonimem złowróżbnej prorokini, wieszczącej nieszczęście.

## W kulturze współczesnej
- Christa Wolf poświęciła jej wydany w 1983 r. (częściowo przetłumaczony na język polski[2]) feministyczny utwór Kassandra.
- W 1978 roku Jacek Kaczmarski napisał poświęconą jej postaci piosenkę[3].
- W 1982 roku zespół ABBA wydał piosenkę nawiązującą do historii trojańskiej Kasandry pt. "Cassandra”.
- W 1985 wydane zostało post-apokaliptyczne opowiadanie science-fiction p.t. Głowa Kasandry Marka Baraneckiego, w którym tytułową głową Kasandry jest legendarną głowica jądrowa zdolna do zniszczenia życia na Ziemi
- W 2008 udostępniony został kod źródłowy bazy danych Cassandra.
- W maju 2022 roku zespół Florence and the Machine wydał piosenkę pt. "Cassandra" nawiązującą do historii księżniczki Troi.
- W kwietniu 2024 roku Taylor Swift wydała album "The Tortured Poets Department: The Anthology" do którego należy utwór zatytułowany "Cassandra" nawiązujący do historii Kasandry z Troi.
- W lutym 2025 roku na platformie Netflix został udostępniony serial "Cassandra".[4]